# London Garage
London Garage (Chop Shop: London Garage) è un programma televisivo britannico trasmessa in Italia da DMAX dal 2013. È il seguito di Bangla Bangers.

## Trama
Il meccanico inglese Bernie Fineman e l'eccentrico carrozziere bengalese Nizamuddin "Leepu" Awlia, gestiscono un'officina, la Chop Shop, nella comunità bengalese di Londra. Insieme al loro team di meccanici e carrozzieri, i due soci creano auto per personaggi famosi, tra cui David Ginola e Lawrence Dallaglio. Per fare le loro creazioni i ragazzi fondono insieme pezzi di diverse auto sportive.
La serie ha uno spin-off, cioè I maghi delle auto, dove Bernie è il socio dell'italo-canadese Mario, e insieme a lui gestisce un'altra officina sempre dalle parti di Londra.